# Avant Window Navigator
Avant Window Navigator (spesso abbreviato in AWN) è una barra dock-like per il desktop dei sistemi Linux che mostra le applicazioni preferite dall'utente e quelle aperte, tramite la quale è possibile lanciare applicazioni e gestire le risorse del computer: aprire file e cartelle, controllare le email, controllare il lettore multimediale, leggere i feed RSS.

## Caratteristiche
Avant Window Navigator è altamente configurabile: la lista e l'ordine delle icone delle applicazioni sono impostate dall'utente (tramite operazioni di drag and drop); l'aspetto della dock è personalizzabile e tra le varie impostazioni dell'aspetto è possibile citare l'aspetto 3D con riflessi delle icone e l'aspetto "curvo".
Inoltre AWN usa icone per liberare spazio sul desktop e per rendere la GUI più accattivante.
Moltissime caratteristiche grafiche e funzionali del programma possono essere personalizzate, sono infatti disponibili vari plug-in per programmi specifici (Mozilla Firefox, Pidgin, Rhythmbox) e non, in grado di controllare molte funzioni del proprio sistema direttamente dalla barra. Può essere ad esempio un perfetto sostituto del pannello di GNOME, riuscendo a replicare completamente la configurazione predefinita dei pannelli del desktop GNOME.
Per il corretto funzionamento le vecchie versioni di AWN richiedevano la presenza di un compositing window manager nel proprio gestore di finestre o l'utilizzo di gestori predisposti al compositing come Compiz.
Dalla versione 0.4.0 invece è possibile utilizzare AWN anche senza supporto al compositing, rinunciando ad alcune caratteristiche prettamente grafiche.

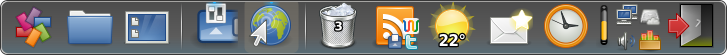
Avant Window Manager 0.4